# Szymon Lewicki
Szymon Lewicki (ur. 5 kwietnia 1988 w Warszawie) – polski piłkarz występujący na pozycji napastnika.

## Życiorys

### Kariera klubowa
Wychowanek polskiego klubu Marymontu Warszawa, grał także w seniorskiej kadrze tego zespołu. Na początku 2007 roku przeszedł do Świtu Nowy Dwór Mazowiecki, gdzie grał do 2010 roku. Po dwuletnim pobycie w Hutniku Warszawa został zawodnikiem MKS Kutno, gdzie grał w rundzie jesiennej sezonu 2012/2013. Następnie przeszedł do Legionovii Legionowo. W sezonie 2012/2013 w barwach MKS Kutno i Legionovii strzelił szesnaście bramek, zostając królem strzelców III ligi. W Legionovii grał do 2015 roku, z półrocznym epizodem w Dolcanie Ząbki. W sezonie 2015/2016 był piłkarzem Zawiszy Bydgoszcz. W barwach tego klubu w 32 meczach I ligi zdobył szesnaście goli, dzięki czemu został ligowym królem strzelców. W 2016 roku Lewicki został zawodnikiem Arki Gdynia, z której pod koniec sierpnia został wypożyczony do Podbeskidzia Bielsko-Biała. Następnie był zawodnikem klubów: Zagłębie Sosnowiec (2017–2018) i Raków Częstochowa (2018–2019).
2 września 2019 podpisał kontrakt z tyskim klubem GKS Tychy, umowa do 30 czerwca 2021 z opcją przedłużenia o rok; bez odstępnego.

## Statystyki

### Klubowe
| Sezon         | Klub                       | Liga           | Mecze | Gole |
| ------------- | -------------------------- | -------------- | ----- | ---- |
| 2005/2006     | Marymont Warszawa          | klasa okręgowa | 0     | 0    |
| 2006/2007 (j) | Marymont Warszawa          | klasa okręgowa | 0     | 0    |
| 2006/2007 (w) | Świt Nowy Dwór Mazowiecki  | III liga       | 0     | 0    |
| 2007/2008     | Świt Nowy Dwór Mazowiecki  | III liga       | 8     | 2    |
| 2008/2009     | Świt Nowy Dwór Mazowiecki  | III liga       | 26    | 6    |
| 2009/2010     | Świt Nowy Dwór Mazowiecki  | II liga        | 25    | 5    |
| 2010/2011     | Hutnik Warszawa            | IV liga        | 0     | 0    |
| 2011/2012     | Hutnik Warszawa            | III liga       | 28    | 15   |
| 2012/2013 (j) | MKS Kutno                  | III liga       | 15    | 6    |
| 2012/2013 (w) | Legionovia Legionowo       | III liga       | 15    | 10   |
| 2013/2014 (j) | Legionovia Legionowo       | II liga        | 16    | 4    |
| 2013/2014 (w) | Dolcan Ząbki               | I liga         | 2     | 0    |
| 2014/2015     | Legionovia Legionowo       | II liga        | 30    | 14   |
| 2015/2016     | Zawisza Bydgoszcz          | I liga         | 32    | 16   |
| 2016/2017 (j) | Arka Gdynia                | Ekstraklasa    | 0     | 0    |
| 2016/2017     | Podbeskidzie Bielsko-Biała | I liga         | 24    | 9    |
| 2017/2018     | Zagłębie Sosnowiec         | I liga         | 27    | 14   |
| 2018/2019     | Raków Częstochowa          | I liga         | 24    | 8    |
| 2019/2020     | Raków Częstochowa          | Ekstraklasa    | 1     | 0    |
| 2019/2020     | GKS Tychy                  | I liga         | 21    | 5    |
| 2020/2021     | GKS Tychy                  | I liga         | 27    | 7    |
| 2021/2022 (j) | Stomil Olsztyn             | I liga         | 7     | 0    |

## Sukcesy

### Klubowe
Zawisza Bydgoszcz
- Półfinalista w Pucharze Polski: 2015/2016

Arka Gdynia
- Zdobywca Pucharu Polski: 2016/2017

Zagłębie Sosnowiec
- Zdobywca drugiego miejsca w I lidze: 2017/2018

Raków Częstochowa
- Zwycięzca I ligi: 2018/2019
- Półfinalista w Pucharze Polski: 2018/2019

GKS Tychy
- Ćwierćfinalista w Pucharze Polski: 2019/2020

### Indywidualne
- Król strzelców (III liga polska): 2012/2013 (16 goli)
- Król strzelców (I liga polska): 2015/2016 (16 goli)
- Drugie miejsce na liście króla strzelców (I liga polska): 2017/2018 (14 goli)